# Nostra Paraula
Nostra Paraula és una publicació d'ideologia comunista editada a Palma des de 1931.
La periodicitat de Nostra Paraula ha anat variant al llarg de la història. El títol ha aparegut, segons les èpoques, en castellà o en català. Entre gener i maig de 1931 aparegué com a periòdic obrer i en fou director Ateu Martí. L'1 de maig de 1931, Antoni Bauzà Cervera, va rellevar Ateu Martí en la direcció del periòdic. Entre maig de 1931 i febrer de 1932, fou l'òrgan de l'Agrupació Comunista Palmesana i del Comitè Provincial de Balears del Partit Comunista d'Espanya. Reaparegué el febrer de 1934, com a òrgan del comitè de la Federació Balear del PCE i portaveu dels sindicats partidaris de la unitat sindical. La revista for suspesa arran dels fets d'octubre de 1934, s'edità de nou entre maig de 1935 i juliol de 1936, en què desaparegué a causa de l'aixecament militar contra la Segona República. De novembre de 1936 a gener de 1939, s'edità a Maó com a òrgan del comitè provincial del PCE i en fou director Heriberto Quiñones González (1936-1937).
Durant la dictadura franquista aparegué com a full clandestí de manera intermitent, almenys des de 1946. Des de 1973, es publicà en castellà i en català. Desapareguda el 1978, reaparegué el gener de 1984 com a òrgan quinzenal de la direcció carrillista del Partit Comunista de les Illes Balears-Partit Comunista d'Espanya. Des de juny de 1984, en produir-se l'escissió dins el PCIB, fou l'òrgan del Partit Comunista de Balears-Partit Comunista dels Pobles d'Espanya, encara que simultàniament n'aparegué un número editat pels renovadors del PCIB. Dirigit per Francesca Bosch adoptà una línia prosoviètica.